# Mambo (cím)
A Mambo egy bantu nyelvű cím, ami nagyjából a „király” szónak felel meg. Legszorosabban a gyarmatosítás előtti sona államokhoz, például a Rozvi és a Mutapa biirodalmakhoz kapcsolódott. A Mambo gyakran vallási feladatokat is ellátott, mint szent király. A Maravi birodalomban a mambo a kisebb vezetők címévé vált.
Manapság a sona nyelvben a mambo címet tiszteletbeli megszólításként használják.

## Fordítás
Ez a szócikk részben vagy egészben  a   Mambo (title) című angol Wikipédia-szócikk ezen változatának fordításán alapul.  Az eredeti cikk szerkesztőit annak laptörténete sorolja fel. Ez a jelzés csupán a megfogalmazás eredetét és a szerzői jogokat jelzi, nem szolgál a cikkben szereplő információk forrásmegjelöléseként.